# Charlotte Turner Smith

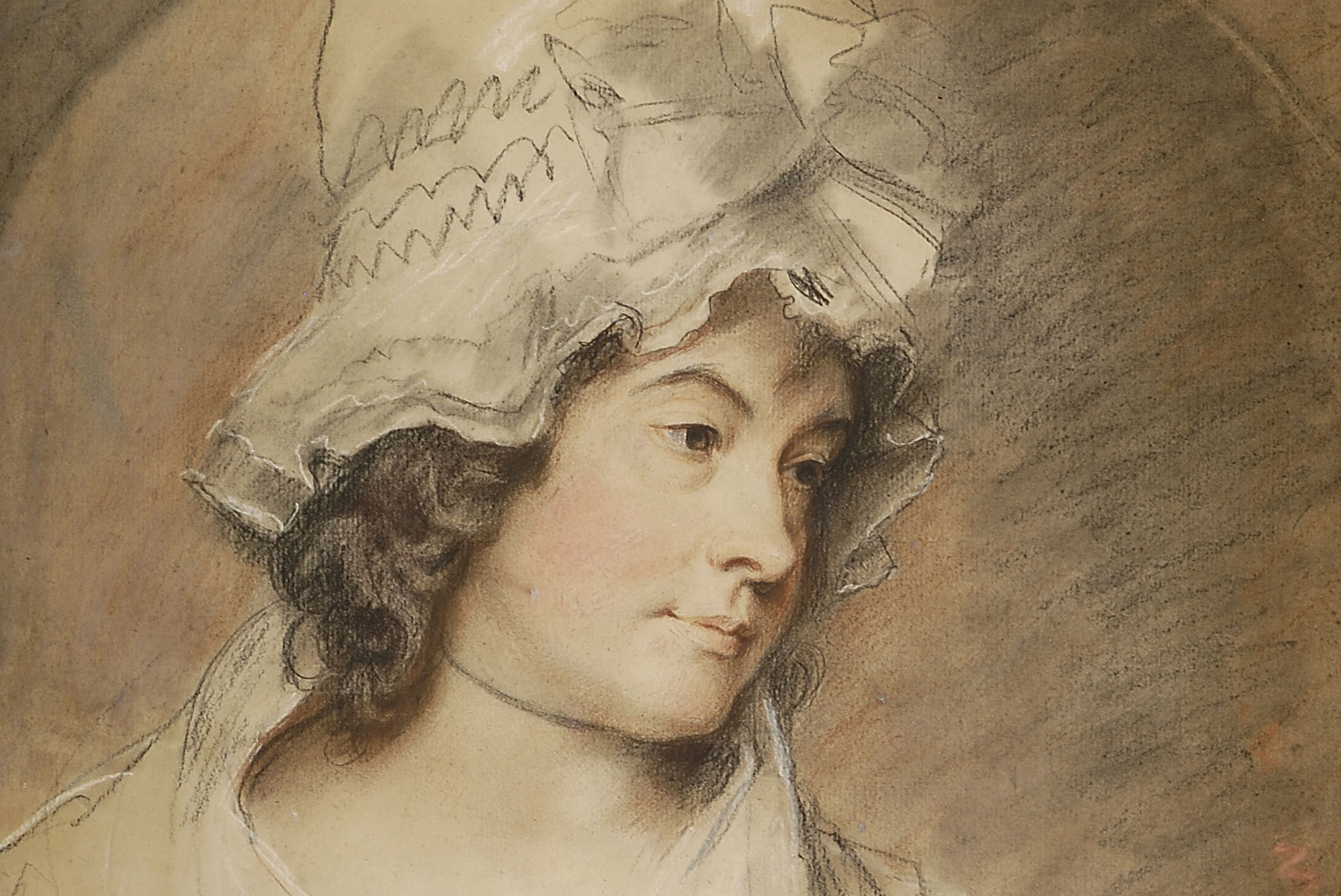
Charlotte Turner Smith gezeichnet von George Romney (1792)

Charlotte Turner Smith (* 4. Mai 1749 in London; † 28. Oktober 1806 in Tilford) war eine englische Schriftstellerin, Dichterin und Übersetzerin französischer Prosa.

## Leben
Charlotte Smith war die älteste Tochter des begüterten Nicholas Turner und dessen Frau Anna Towers. Nach dem frühen Tod der Mutter wuchsen Charlotte und ihre Schwester bei einer Tante auf und besuchten Schulen in Chichester und Kensington. Bereits im Alter von 15 Jahren heiratete Charlotte den einundzwanzigjährigen Benjamin Smith, Sohn des wohlhabenden Kaufmanns und Direktors der East India Company Richard Smith. Das junge Paar wohnte zunächst im elterlichen Haus der Smiths in London, übersiedelte aber nach familiären Spannungen bald mit den Kindern nach Lys Farm, Hampshire. Erhebliche Erbstreitigkeiten nach dem Tod von Richard Smith im Jahre 1776 (er hatte seine Enkelkinder nicht eindeutig genug finanziell abgesichert) sollten Charlotte und Benjamin zeitlebens belasten. Ein extravagantes Leben und das Unvermögen, das väterliche Erbe angemessen zu verwalten, brachten Benjamin Smith 1783 für sieben Monate ins Gefängnis.
1782 und im Mai 1784, kurz vor der Freilassung ihres Ehemanns, wurden einige von Charlottes Gedichten veröffentlicht (Sonette im European Magazine sowie die Sammlung Elegiac Sonnets, and Other Essays, bei der William Hayley, ein Nachbar der Turners, die Publikation ermöglichte). Gerade die mit mystischer Melancholie durchwirkten Naturbeschreibungen ihrer Sonettdichtung fanden Anklang bei der Leserschaft (Die Elegiac Poems wurden in den folgenden Jahren immer wieder neu verlegt). Die Familie wohnte ab Mitte der achtziger Jahre in Dieppe, vermutlich um den Gläubigern zu entrinnen. Charlotte übersetzte Antoine-François Prévosts Manon Lescaut (1785) und veröffentlichte ein Jahr darauf The Romance of Real Life, basierend auf französischen Gerichtsakten.
Wieder in England, wohnten die Smiths mit ihren Kindern vorübergehend bei Midhurst, Sussex. 1787 trennte Charlotte sich von ihrem selbstsüchtigen und verschuldeten Ehemann, der sich nach Schottland zurückzog. Die erweiterte Edition ihrer Elegiac Sonnets (1789) hatte bereits über 800 Subskribenten; später, 1796, betonte Samuel Taylor Coleridge die Bedeutung von Charlotte Smith für die Gattung des Sonetts. Da sie sich und ihre Kinder nicht allein durch die Dichtkunst zu ernähren vermochte, veröffentlichte Charlotte eine ganze Reihe von Romanen, die den damaligen Geschmack trafen, darunter etwa Emmeline; or The Orphan of the Castle (4 vols, 1788) oder Desmond (3 vols, 1792). Ihre finanziellen Probleme konnten indes auch dadurch nicht aus der Welt geschafft werden, ebenso wenig die Forderungen der Vermögensverwalter ihres Schwiegervaters – auch wenn Charlotte den Rechtsstreit letzten Endes kurz vor ihrem Tod zumindest für ihre Kinder gewann.
Charlotte Smith starb am 28. Oktober 1806 in Tilford, Surrey, acht Monate nach ihrem Ehemann, der im Gefängnis von Berwick verschied. Posthum erschien die Sammlung Beachy Head; With Other Poems (1807).

## Werke
- Elegiac Sonnets (1784)
- The Romance of Real Life (1786)
- Emmeline; or The Orphan of the Castle (Roman, 1788)
- Ethelinde; or the Recluse of the Lake (Roman, 1789)
- Celestina (Roman, 1791)
- Desmond (Roman, 1792)
- The Emigrants (Gedichte, 1793)
- The Old Manor House (Roman, 1793)
- The Wanderings of Warwick (Roman, 1794)
- The Banished Man (Roman, 1794)
- Montalbert (Roman, 1795)
- Marchmont (Roman, 1796)
- The Young Philosopher (Roman, 1798)
- Beachy Head; With Other Poems (Gedichte, 1807, posthum)

Die Romane Celestina, Desmond und Marchmont wurden in den 1790er Jahren von Meta Forkel-Liebeskind in das Deutsche übersetzt.